# 阳春站
阳春站位于中华人民共和国广东省阳江市阳春市春城街道，是广茂铁路、阳阳铁路上的火车站，建于1991年，由中国铁路广州局集团肇庆车务段管辖。

## 旅客列车目的地
至2025年7月13日后，经过阳春站的列车仅有1趟，为K1205次列车。
| 列车所属路局       | 目的地 |
| ------------------ | ------ |
| 中国铁路昆明局集团 | 昆明   |